# Thøger Jensen
Thøger Jensen (* 1960 in Næsbjerg) ist ein dänischer Schriftsteller, der besonders für seine Tätigkeit im Kurzprosa-Genre bekannt ist. 

## Leben
Thøger Jensen wurde in Westjütland geboren und wuchs in Nordjylland auf. Als Erwachsener wohnte er unter anderem auf der Insel Fünen und auf den Hebriden westlich von Schottland. Dort sammelte er Erfahrungen und Erlebnisse für seine späteren Kurzgeschichten und Gedichte. 
Jensen besuchte die Schriftstellerhochschule in Kopenhagen und machte dort 1994 seinen Abschluss. Sein Debüt als Schriftsteller gab er 1998 mit der Novellensammlung I vores familie kan vi ikke lide ubåde (dt. In unserer Familie sind U-Boote unbeliebt). Seitdem finden seine Bücher in Dänemark positive Beachtung bei der Kritik und beim Publikum.

## Werke (Auswahl)
- I vores familie kan vi ikke lide ubåde. Borgen, Kopenhagen-Valby 1998. (Novellen)
- Så melder Rolandas sig ind i en faldskærmsklub. Borgen, Kopenhagen-Valby 2000. (Kurzprosa-Roman)
- Serpentine. Borgen, Kopenhagen-Valby 2002. (Roman)
  - Serpentine. Ein Roman in Prosastücken. Edition Rugerup, Hörby/Schweden 2008, ISBN 978-91-89034-24-2. (Übertragung aus dem Dänischen: Stefan Borg, Margitt Lehbert)
- Ludwig. Borgen, Kopenhagen-Valby 2004. (Roman)
  - Ludwig. Roman. Übersetzung Gerd Weinreich. Literaturverlag Droschl, Graz 2018, ISBN 978-3-99059-018-8
- Fugle i frostvejr. Borgen, Kopenhagen 2006. (Roman)
  - Vögel an frostigen Tagen : Roman. Übersetzung Gerd Weinreich. Schönebeck: Moloko, 2021
- Høfde Q. Borgen, Kopenhagen-Valby 2008. (Prosasammlung)
- Zhōng, Gyldendal 2016, (Roman)